# Joba Arriba
Joba Arriba es un pueblo del municipio de Gaspar Hernández, de la provincia Espaillat en la República Dominicana incrustado en la cordillera septentrional al norte de Tenares y al sur de Gaspar Hernández. 

## Etimología
Su nombre se debe al río Joba, llamado Joba por los indígenas.

## Límites
Limita al norte con Gaspar Hernández, al sur con Tenares, al este con la Provincia Duarte y al oeste con la Provincia Hermanas Mirabal

## Contexto geográfico
Joba está asentado en la cordillera septentrional, a orillas del Río Joba lo que lo hace un pueblo pequeño pero muy privilegiado por el hermoso entorno que le rodea; localizado entre suaves montañas que además de ofrecerle protección le brindan el encanto natural de una vegetación colorida y acogedora, su nombre hace honor al río Joba, llamado Joba por los indígenas. Gracias a la fertilidad de sus tierras existe constante producción de la agricultura; cacao, café y otros frutos menores. Siendo el cacao el producto principal. Abundan las pequeñas empresas (talleres de ebanistería, mecánica, desabolladura y pintura de vehículos, talleres de herrería, tapicería, supermercados, tiendas, farmacias y colmados. En Joba Arriba se encuentra el Bloque de Cacaocultores Ramón Matías Mella, n.º 6, de la confederación dominicana de cacaocultores CONACADO, este reúne y exporta la producción de cacao de la mayoría de productores de esta zona, a pesar de que existen otros grandes productores que hacen su negocio directo con otras empresas como por ejemplo la Hacienda Rosa Amelia, perteneciente a Eneken Cacao. Por su cercanía con las costas, sus habitantes suelen disfrutar de las playas más cercanas: Como Cabarete (35minutos) y Sosúa (1 hora).

## Historia

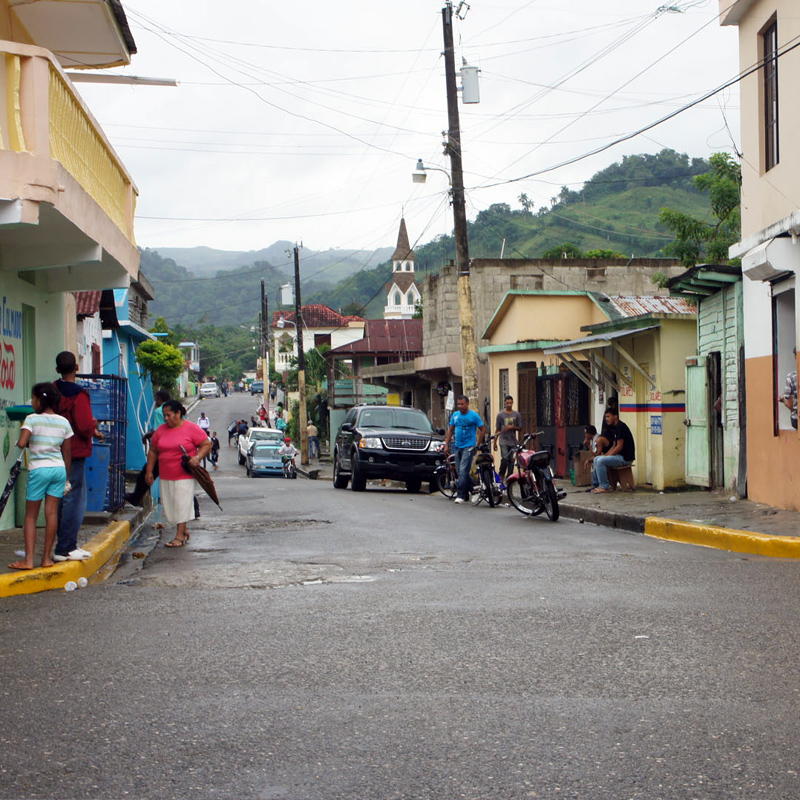
Calle Espíritu Santo.

Este pueblo tiene su nacimiento en las primeras décadas del siglo XX y se forma con personas que emigraron de otras ciudades por diferentes causas, entre ellas personas atraídas por la fertilidad de sus terrenos. Joba Arriba fue nombrado distrito municipal mediante la ley 4793 con un aproximado de casi 14,000 habitantes, dispuesto en funcionamiento en 1991

## Organización territorial
Joba Arriba está territorialmente dividido en cuatro secciones: El área urbana del Distrito, el Higüero, Jagua Clara y la Piragua. En el área urbana se encuentra los sectores: Espíritu Santo, La Parada, Maria Auxiliadore, El puente del Henequén, La Gallera, La Veredita, La Laguna, Los Filos, La Escuela, Quezada y Barrio Pallio, La Sección Higuero contiene los parajes de: Higuero Abajo, Arroyo Blanco y Lejia, la Sección de La Piragua contiene los parajes de: Piragua al Medio, Altos del Guaranal y Caliente y La Sección de Jagua Clara contiene los parajes de: Los Ramones, Los Limones, La Vereda y Majagual.
Joba Arriba consta de una población aproximada de unos 6,000 habitantes, siendo esta una polémica en los últimos 10 años ya que una parte significante de la misma es contada al municipio de Gaspar Hernández, restándole potencial y reduciendo la población legal. La mayor población se concentra en la zona urbana.

## Educación
En cuanto a educación posee una escuela primaria que va desde el preescolar hasta 8º grado, ubicada en la zona urbana y otras ocho distribuidas en las secciones y parajes. Además, posee el liceo Esteban Morales de educación media. De ahí en adelante un por ciento de los jóvenes que salen del bachillerato van a estudiar hacia el municipio de Gaspar Hernandez o si no a las universidades cercanas de Puerto Plata.

## Comunicación
Las vías de comunicación son: La carretera 233, que comunica al norte con Gaspar Hernández (11 km) y al sur con Tenares (33 km) y la carretera que conduce a Jagua Clara comunica también con la Provincia Duarte (San Francisco de Macorís). La señal de telefonía móvil más fluida que tiene Joba Arriba es la de Claro Codetel, con una antena ubicada en la carretera de la Vereda, esta proporciona señal 3G y GSM para la telefonía móvil digital y conexión a internet de banda ancha. También cuenta con la red de televisión por cable de Cable Atlántico, el cual ofrece más de 150 canales y uno local.

## Religión
La mayor parte de la población profesa la religión católica y existe un gran número de personas evangélicas, que se congregan en diferentes templos.